# بيرن ر. شيرمان
بيرن ر. شيرمان (بالإنجليزية: Buren R. Sherman)‏ هو قاضي ومحامي أمريكي، ولد في 28 مايو 1836 في فيرتيل في الولايات المتحدة، وتوفي في 4 نوفمبر 1904.